# Voleibol platja als Jocs Olímpics d'estiu de 2008
La competició de voleibol platja dels Jocs Olímpics d'Estiu 2008 es jugarà a la Beach Volleyball Ground a Chaoyang Park. Les competicions es jugaran des del 9 al 24 d'agost de 2008.

## Calendari de classificació

### Masculí
| Voleibol Platja Masculí                         | Places | Classificat |
| ----------------------------------------------- | ------ | ----------- |
| País amfitrió                                   | 1      | Xina        |
| Ranking Olímpic FIVB de Voleibol Platja Masculí | 23     |             |
| TOTAL                                           | 24     |             |

### Femení
| Voleibol Platja Femení                         | Places | Classificat |
| ---------------------------------------------- | ------ | ----------- |
| País amfitrió                                  | 1      | Xina        |
| Ranking Olímpic FIVB de Voleibol Platja Femení | 23     |             |
| TOTAL                                          | 24     |             |

## Resultats

### Homes
| Event           | Or                                           | Plata                                         | Bronze                                 |
| Voleibol platja | Estats Units · Todd Rogers · Phil Dalhausser | Brasil · Fábio Luiz Magalhães · Márcio Araújo | Brasil · Ricardo Santos · Emanuel Rego |

### Dones
| Event           | Or                                             | Plata                                 | Bronze                                |
| Voleibol platja | Estats Units · Kerri Walsh · Misty May-Treanor | R.P. de la Xina · Wang Jie · Tian Jia | R.P. de la Xina · Zhang Xi · Xue Chen |

## Medaller
| Pos.  | País            | Or | Plata | Bronze | Total |
| 1     | Estats Units    | 2  | 0     | 0      | 2     |
| 2     | Brasil          | 0  | 1     | 1      | 2     |
| 2     | R.P. de la Xina | 0  | 1     | 1      | 2     |
| Total | Total           | 2  | 2     | 2      | 6     |